# Новоукраинка (Березнеговатский район)
Новоукра́инка (укр. Новоукраїнка) — село в Березнеговатском районе Николаевской области Украины.
Основано в 1926 году. Население по переписи 2001 года составляло 965 человек. Почтовый индекс — 56220. Телефонный код — 5168. Занимает площадь 0,542 км².

## Местный совет
56220, Николаевская обл., Березнеговатский р-н, с. Новоукраинка, ул. К. Маркса, 2